# Округ Бун (Илиноис)
Округ Бун (енгл. Boone County) је округ у америчкој савезној држави Илиноис.

## Демографија
По попису из 2010. године број становника је 54.165, што је 12.379 (29,6%) становника више него 2000. године.
| Група             | 2000.          | 2010.          |
| Белци             | 35.536 (85,0%) | 40.757 (75,2%) |
| Афроамериканци    | 375 (0,9%)     | 1.064 (2,0%)   |
| Азијати           | 208 (0,5%)     | 686 (1,3%)     |
| Хиспаноамериканци | 5.219 (12,5%)  | 10.967 (20,2%) |
| Укупно            | 41.786         | 54.165         |